# Andrea Quejuán
Andrea Quejuán es una actriz colombiana, activa en cine, teatro y televisión en las décadas de 1990 y 2000.

## Carrera
Después de realizar papeles menores en algunas series y telenovelas en Colombia, Andrea logró reconocimiento nacional interpretando a Remedios en la telenovela de RCN televisión de 1996 Guajira, bajo la dirección de Pepe Sánchez. Ese mismo año realizó una pequeña aparición en el seriado Fuego verde y el año siguiente integró el elenco de Amor en forma, dirigida por Malcom Aponte. También en 1998 apareció en la serie La madre, donde interpretó a Lina María. 
En el año 2000 se le pudo ver en tres producciones televisivas, La caponera (Caracol Televisión), Adónde va Soledad (Canal RCN) y Traga maluca (Caracol Televisión). Ese mismo año integró el reparto de dos películas, Kalibre 35 (dirigida por Raúl García) y La toma de la embajada (dirigida por Ciro Durán). Dos años después actuó en la telenovela Milagros de amor de RCN televisión, interpretando a Magdalena. Retornó al cine en la película colombiana de Carlos Palau Hábitos sucios. En 2014 actuó en Colombianos, un acto de fe, película dirigida por Carlos Fernández de Soto y protagonizada por Isabella Santodomingo y Nicolás Montero. Entre 2004 y 2007, Quejuán estudió teatro en el Conservatorio Nacional de Arte Dramático en la ciudad de Buenos Aires, Argentina. En ese país integró el elenco de una serie llamada Toilette en 2008. También se ha desempeñado como guionista, siendo una de las principales escritoras de la historia de la exitosa película de 2003 El carro.

## Filmografía

### Cine y televisión
- 2021 - El Cartel de los Sapos: el origen[6]
- 2021 - Interiores[7]
- 2008 - Toilette (TV)
- 2004 - Colombianos, un acto de fe
- 2003 - Hábitos sucios
- 2002 - Milagros de amor (TV)
- 2000 - La toma de la embajada
- 2000 - Kalibre 35
- 2000 - La caponera (TV)
- 2000 - Adónde va Soledad (TV)
- 2000 - Traga maluca (TV)
- 1998 - Amor en forma (TV)
- 1998 - La madre (TV)
- 1996 - Fuego verde (TV)
- 1996 - Guajira (TV)